# Haardt (Olpe)
Haardt ist ein Ortsteil der Kreisstadt Olpe im Sauerland (Nordrhein-Westfalen) und hat nur einen Bewohner. Haardt ist der kleinste Ortsteil von Olpe und besteht aus einem einzigen Haus.

## Geschichte
Der Wohnplatz Haardt (früher Hardt) liegt nördlich von Olpe im Bremgetal, dort, wo sich heute der Damm des Vorstaubeckens Bremge im Bereich des Biggesees befindet. Die zur Haardt gehörenden Grundstücke zogen sich früher vom Bremgetal über den Berg zur Neger bis hinunter in das Biggetal unterhalb von Sondern. Hausberg ist der südlich liegende gleichnamige Haardt mit 402 m Höhe.
Ursprünglich existierte an der Haardt nur ein Bauernhof, ab 1755 gab es zwei Bauernhöfe. Später wurde 1927 noch im heutigen Bereich des Vorstaubeckens das villenartige Wohnhaus Voß erbaut.
Das erste Gutsgebäude stammte aus der Zeit vor dem Dreißigjährigen Krieg. Erstmals wird hier 1536 ein Heyman an der Hair im Schatzungsregister mit einer Abgabe von 1 Goldgulden genannt, und 1563 ein Peter an der Hardt mit einer Abgage von 1 Goldgulden und 1 Orth. In dieser Zeit gehörte die Hardt im Kirchspiel Rhode zur Bauerschaft Neger. 1649 wird Johan für der Hardt mit einer Frau, einem Sohn, einer Magd und einem Jungen im Schatzregister aufgeführt. Er sitzt auf einem Erbgut und fuhr gelegentlich für Lohn ins Land. Nachfolgend ging der erste Hof an die Familien Hütte, Jüngermann, Bieker und Heuel. 1929 wird der Hof versteigert. Den größten Teil der Waldungen erwirbt der Fabrikant Muhr aus Attendorn. Die Restflächen mit dem Wohnhaus ersteigert Karl Heuel. Im Jahre 1931 brennt das Gutsgebäude bis auf die Grundmauern ab. An gleicher Stelle erbaute danach Karl Heuel 1933 das heute noch bestehende Haus. 1941 verkauft er seinen Hof an den Ruhrtalsperrenverein, die ihn anschließend verpachtet. Durch die enge Beziehung zum Attendorner Nachbarort Bremge wurde der Haardt-Hof von dort aus mit bewirtschaftet.
1755 errichtete das Ehepaar Kaufmann den zweiten Hof. Später kam dieser Hof an die Familie Boese. 1911 wurde das Gutsgebäude durch ein neues Wohnhaus erweitert. Es blieb bei der Familie Boese, bis sie die Gebäude und Ländereien, die für den Biggetalsperrenbau benötigt wurden, an den RTV verkauften. Die Gebäude Boese und das Wohnhaus Voß wurden anschließend abgerissen.
Das Adressbuch von 1938 führt in „Hardt bei Listernohl“ die Namen „Johann Boese, Bauer, Karl Heuel, Fabrikarbeiter, Johann Mondabon, Verwalter und Heinrich Voß, Hauptlehrer“ auf.
Bis zur Eingemeindung in die Stadt Olpe 1969 gehörte Haardt im Amt Olpe zur Gemeinde Rhode.